# Giulio Pinali
Giulio Pinali (Bolonha, 2 de abril de 1997) é um jogador de voleibol italiano que atua na posição de oposto.

## Carreira

### Clube
Pinali começou a jogar voleibol na temporada 2013–14 nas categorias de base do Zinella Volley, permanecendo lá por dois anos. Na temporada 2015–16 transferiu-se para o Leo Shoes Modena, onde disputou os campeonatos juvenis, obtendo o título na Liga Júnior em 2016, onde também foi premiado como melhor jogador; no ano seguinte foi prata no campeonato sub-19.
Na temporada 2016–17 estreou na primeira divisão do campeonato italiano com a equipe principal, com a qual conquistou a Supercopa Italiana de 2018. Depois de atuar por quatro anos com a equipe da Emília-Romanha, para a temporada 2020–21 ingressou no Consar Ravenna, enquanto na temporada seguinte foi vestir a camisa do Itas Trentino, com o qual venceu a Supercopa Italiana de 2021.
Em 2022 o oposto se transferiu para o recém-promovido Emma Villas Aubay Siena, ainda na primeira divisão italiana. Após o rebaixamento da equipe ao término da temporada, Pinali retorna ao elenco do Modena para competir a temporada 2023–24.

### Seleção
Pinali integrou as seleções juniores sub-20 e sub-21, disputando o Campeonato da Europeu Sub-20 de 2016 terminando na quarta colocação e o Campeonato Mundial Sub-21 de 2017, terminando na nona colocação.
Em 2018 conquistou o ouro nos Jogos do Mediterrâneo de 2018, ao vencer a seleção espanhola por 3 sets a 1.
Em 2019 ingressou na seleção adulta italiana, competindo a Liga das Nações e conquistando a medalha de ouro na Universíada.
Dois anos após se tornou campeão continental ao vencer o Campeonato Europeu de 2021 e no ano subsequente se tornou campeão mundial ao derrotar a seleção polonesa no Campeonato Mundial de 2022.

## Títulos
Modena Volley
- Supercopa Italiana: 2018

Trentino Volley
- Supercopa Italiana: 2021

## Clubes
| Anos      | Clube                   |
| --------- | ----------------------- |
| 2016–2020 | Leo Shoes Modena        |
| 2020–2021 | Consar Ravenna          |
| 2021–2022 | Itas Trentino           |
| 2022–2023 | Emma Villas Aubay Siena |
| 2023–     | Valsa Group Modena      |